# Aleksandr Privalov
Pour les articles homonymes, voir Privalov.
Aleksandr Vassilievitch Privalov (en russe : Александр Васильевич Привалов ; né le 6 août 1933 à Pyatnitsa et mort le 19 mai 2021) est un biathlète soviétique, deux fois médaillé olympique de l'individuel.

## Biographie
Venu au biathlon avec sa pratique de la patrouille dans l'armée soviétique, Aleksandr Privalov n'est pas un skieur très rapide, mais est adroit au tir. Après des débuts internationaux effectués en 1959, c'est aux Jeux olympiques d'hiver de 1960 qu'il obtient ses premiers résultats d'ampleur, remportant la médaille de bronze à l'individuel, où il manque trois cibles sur la dernière session de tirs. Un an plus tard, il gagne cette fois-ci la médaille d'argent dans cette discipline, aux Championnats du monde, battu seulement par Kalevi Huuskonen, ainsi que par équipes.
Aux Jeux olympiques d'hiver de 1964, grâce à un sans-faute au tir, il prend la médaille d'argent derrière Vladimir Melanin.
Il remporte aussi quatre titres indivisuels au niveau national, courant jusqu'en 1966, année de sa retraite sportive.
Très rapidement, après avoir étudié a l'Université d’État russe de l'éducation physique, du sport, de la jeunesse et du tourisme, il devient l'entraîneur en chef de l'équipe d'URSS, continuant même après sa dissolution (avec la Russie) jusqu'en 1994.

## Palmarès

### Jeux olympiques
- Jeux olympiques de 1960 à Squaw Valley (États-Unis) :
  -  Médaille de bronze à l'individuel.
- Jeux olympiques de 1964 à Innsbruck (Autriche) :
  -  Médaille d'argent à l'individuel.

### Championnats du monde
- Championnats du monde 1961 à Umeå (Suède) :
  -  Médaille d'argent à l'individuel.
  -  Médaille d'argent à la compétition par équipes.

## Distinctions
Privalov reçoit les distinctions suivantes :
- Médaille de distingué du travail
- Ordre de l'Insigne d'honneur
- Maître émérite du sport de l'URSS
- Entraîneur émérite de l'URSS
- Ordre de l'Amitié des peuples